# 土居章平

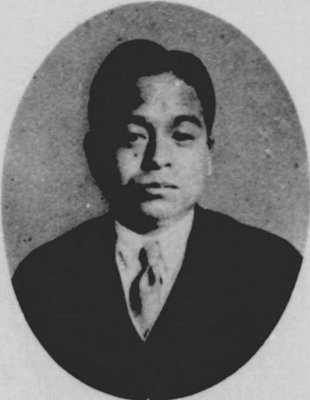
土居章平

土居 章平（どい しょうへい、1892年（明治25年）10月6日 - 1978年（昭和53年）11月9日）は、日本の内務・警察官僚、弁護士。官選県知事。旧姓・八木。

## 経歴
岡山県西西条郡西苫田村上河原（現津山市上河原）出身。八木喜次郎の五男として生まれ、津山市一宮、叔父・土居弥之助の養子となる。津山中学校 、第六高等学校を経て、1919年、東京帝国大学法学部法律学科を卒業。内務省に入省し山口県属となる。
以後、山口県警視、1923年（大正12年）4月奈良県理事官、愛知県理事官、1927年（昭和2年）2月に欧米出張を命ぜられ1929年（昭和4年）1月に帰朝し、山口県学務部長、内務省社会局事務官、同書記官、岐阜県書記官・警察部長、青森県書記官・警察部長、宮崎県書記官・内務部長、福岡県書記官・経済部長、大阪府経済部長兼大阪府工業奨励館長などを歴任。
1938年（昭和13年）4月18日、山梨県知事に就任。満蒙開拓義勇軍の送出が開始された。また、観光事業の振興に尽力。1940年1月、石川県知事に転任。食糧増産、強制貯蓄などを推進した。1941年1月、新潟県知事に転任。政党の解消、地方事務所の開設、新潟縣護國神社造営などに取り組む。1943年7月1日に依願免本官となり退官した。その後、商業報国会中央本部長を務めた。
戦後、公職追放となる。その後、神戸市で弁護士を開業した。

## 栄典
- 1940年（昭和15年）8月15日 - 紀元二千六百年祝典記念章[6]